# 8336 Šafařík
8336 Šafařík è un asteroide della fascia principale. Scoperto nel 1984, presenta un'orbita caratterizzata da un semiasse maggiore pari a 3,0952077 UA e da un'eccentricità di 0,2893516, inclinata di 6,03292° rispetto all'eclittica.
Prende nome dal chimico ceco Vojtěch Šafařík.